# Pacheedaht
Pacheenaht (Pacheedaht; Pacheedaht First Nation) /= "sea-foam-on-rocks people", dolazi po imenu sela p'aachiida na Port San Juan Bayu na jugozapadnoj obali Vancouvera/, pleme Aht Indijanaca, porodica Wakashan, sa San Juan Harbora na otoku Vancouver u kanadskoj provinciji Britanska Kolumbija. Kraj između Sheringham Pointa i Bonilla Pointa, danas je nazivan  'Pacheenaht Indian territory' . Ovdje danas imaju 4 rezervata, to su: Cullite 3, Gordon River 2, Pacheena 1 i Queesidaquah 4., na kojima živi oko 210 Indijanaca.
Prema tradiciji, u prošlosti su oni i Nitinat Indijanci bili jedan narod što je živio na Jordan Riveru, a još i danas se očuvao tradicionalni pacheenaht, dijalekt jezika nitinat. Prema drugoj tradiciji u prošlosti su govorili jezikom sooke, kojim se služi istoimeno pleme iz grupe Salishan.
Pacheenahti su imali najmanje 4 sela, a ribolov je bio glavni oblik privređivanja i prehrane. Od 4. (travanj)do 7. mjeseca (srpanj) članovi zajednice bi se raspršili po sezonskim ribarskim logorima, jer je to doba kada se hvata najveća pljosnatica konjski jezik (halibut) i red snapper (riba iz porodice Lutjanidae, i druge koje suše i spremaju za zimski period. Od rujna Indijanci se vračaju u svoja zimska sela i pripremaju se za doček lososa, najvažnije ribe plemena Sjeverozapadne obale i Platoa.

## Vanjske poveznice
- Pacheenaht  Arhivirana inačica izvorne stranice od 6. srpnja 2007. (Wayback Machine)
- Pacheedaht  Arhivirana inačica izvorne stranice od 21. siječnja 2008. (Wayback Machine)